# Röntgen-Stadion
Das Röntgen-Stadion (auch Röntgenstadion) ist seit ca. einem halben Jahrhundert die Spielstätte des FC Remscheid bzw. dessen Vorgängervereinen. Es ist das größte Stadion in Remscheid und steht im Stadtbezirk Lennep. Die Kapazität des Stadions beträgt 12.463 Plätze. Davon sind 2.168 Sitzplätze und 10.295 Stehplätze. Es ist eins von zwei Stadien im Remscheider Stadtgebiet.

## Aufbau
Das Stadion unterteilt sich in vier Zuschauerblöcke mit der Nordkurve, Südkurve, Haupttribüne und der Gegengerade. Auf der Gegengerade befindet sich zusätzlich eine Pressetribüne. Die Haupttribüne und die Pressetribüne sind jeweils komplett mit Sitzplätzen versehen und überdacht. Die Südkurve wird seit einigen Jahren nicht mehr genutzt. Jeder Zuschauerblock ist über einen separaten Eingang zu erreichen, wobei der Eingang zur Nordkurve der wichtigste ist. Die Kabinen befinden sich am Eingang zur Nordkurve. Das Stadion besitzt, trotz Zugehörigkeit des FC Remscheid zur 2. Fußball-Bundesliga in den Jahren 1991/92 und 1992/93, keine Flutlichtanlage. An der Nordkurve befindet sich zusätzlich eine Anzeigetafel.

## Geschichte
Das Röntgen-Stadion wurde 1925 gebaut und besaß eine Kapazität von 5.000 Plätzen. 1982 wurde es nach dem Sohn der ehemaligen Stadt Lennep, Wilhelm Conrad Röntgen, benannt. Während der Verein in der 2. Bundesliga spielte, wurde das Stadion ausgebaut.
Kurze Zeit nach dem Flugzeugabsturz in Remscheid am 8. Dezember 1988 wurde ein Benefizspiel zwischen dem FC Remscheid (damals noch unter dem Namen BVL 08 Remscheid) und dem FC Bayern München ausgetragen. Ca. 11.000 Zuschauer sahen ein Spiel, das mit einem 3:0 für die Mannschaft aus Remscheid ausging.
Bereits am 6. Mai 1989 fand ein weiteres Benefizspiel zugunsten der Opfer des 8. Dezembers 1988 statt. Vor 4.000 Zuschauern trat eine Bergische Auswahl gegen eine DFB-Auswahl an, in der unter anderem Franz Beckenbauer und Uwe Seeler mitspielten.
Am 15. Juli 2003 fand ein Testspiel zwischen dem Wuppertaler SV und dem FC Schalke 04 vor 7.000 Zuschauern statt. Dieses Spiel gehört zu denen mit der höchsten Zuschauerzahl im Röntgen-Stadion ohne Beteiligung des FC Remscheids.
Beim Testspiel zwischen dem FC Remscheid und dem FC Schalke 04 wurde bekannt gegeben, dass mehrere Steinstufen in der Südkurve baufällig sind. Die geplanten Reparaturen werden 20.000 Euro kosten und sollten in der Saison 2009/10 durchgeführt werden. 
Ab 2010 gab es Pläne, das Stadiongelände für ein Designer Outlet Center (DOC) zu nutzen. Dafür wurde der Bebauungsplan Nr. 657 ("Gebiet: Röntgen-Stadion, Jahnplatz und Kirmesplatz in Remscheid-Lennep") entwickelt, der ein 11,5 Hektar großes Gebiet im Stadtteil Lennep überplante. Im Jahr 2022 erklärte das Bundesverwaltungsgericht diesen Bebauungsplan jedoch für unwirksam, wodurch die geplante Umnutzung des Stadiongeländes nicht realisiert wurde.
Der FC Remscheid hat daraufhin im Mai 2022 ein Konzept zur Zukunft des Stadions vorgestellt, das unter anderem Modernisierungen und eine stärkere Einbindung in die Stadtentwicklung vorsieht.
Im August 2024 wurden an der Haupttribüne und der Nordkurve des Röntgen-Stadions sicherheitsrelevante Mängel festgestellt, woraufhin diese Tribünenbereiche gesperrt wurden.
Ende August 2024 hat die Stadt Remscheid das Röntgen-Stadion, den Kirmesplatz und den Jahnplatz in Lennep an den Investor Philipp Dommermuth verkauft. Die Gesamtfläche von rund 64.747 Quadratmetern wurde für 14,9 Millionen Euro veräußert. Dommermuth plant, auf diesem Gelände ein modernes und ökologisches Outlet-Center zu errichten.

## Sportanlagen
- Platz mit Kunststoffbelag (Basketball & Fußball)
- 400-Meter-Aschenbahn
- Sprunggrube
- Hochsprunganlage

## Verkehrsanbindung
Das Röntgen-Stadion ist gut über die Autobahn A1 (Ausfahrt Remscheid) und die B 229 zu erreichen. Parkplätze befinden sich direkt am Eingang zur Nordkurve.
Im öffentlichen Personennahverkehr ist das Röntgen-Stadion mit der Linie S7 über den Bahnhof Remscheid-Lennep sowie über die Buslinien 659, 664, 669 und 671 an der Haltestelle Raderstraße/Stadion gut angebunden. 